# WASP-10b
WASP-10b는 페가수스자리에 있는, 지구에서 약 300광년 떨어진 곳에 있는 K형 주계열성 WASP-10 주위를 도는 외계 행성이다. 2008년에 발견되었다.

## 물리적 특징
이 행성의 질량은 목성의 3.06배이며, 지름은 목성보다 29퍼센트 더 크다. 여기에서 계산한 WASP-10b의 밀도는 1세제곱센티미터당 1.89g으로 해왕성의 밀도와 비슷한 수준이다. 어머니 항성과의 거리는 0.0370 천문단위 떨어져 있으며 1 공전주기는 지구 시간으로 3.09일이다. 어머니 항성과의 근접성을 통해 계산된 행성 상층 대기 온도는 1100 켈빈에 이른다.

## 발견
WASP-10b는 SuperWASP 프로젝트의 일환으로 카메론 연구진이 2008년 4월 1일 발견 사실을 공표했다. 카메론 연구진은 이 행성이 어머니 항성을 가리면서 항성의 빛 일부를 차단하는 현상을 이용하여 존재를 입증했다.

## 참고 문헌
- https://web.archive.org/web/20120307000706/http://www.superwasp.org/wasp_planets.htm
- http://exoplanet.eu/planet.php?p1=WASP-10&p2=b